# 布萊克羅克鎮區 (阿肯色州勞倫斯縣)
布萊克羅克鎮區（英語：Black Rock Township）是位於美國阿肯色州勞倫斯縣的一個行政鎮區。

## 地方資料
布萊克羅克鎮區的面積為60.32平方千米，當中陸地面積為59.62平方千米，而水域面積為0.70平方千米。根據2010年美國人口普查的數據，當地共有人口1285人，而人口密度為每平方千米21.3人。